# Triton (meer)
Het Tritonmeer was volgens vele schrijvers uit de oudheid, zoals de Griekse historicus Herodotos, een groot meer in Afrika. Het was genoemd naar de Griekse mythologische god Triton. Meestal wordt het meer gesitueerd ten zuiden van Carthago in hedendaags Tunesië. Volgens Herodotos lagen er twee eilanden in het meer: Phla, dat was gekoloniseerd door de Grieken uit Laconië en Mene. Er zou ook een grote rivier, de Tritonrivier, in het meer uitmonden. De Argonauten zouden het meer hebben bezocht. 
Het huidige zoutmeer Sjott el-Djerid in Tunesië wordt vaak geassocieerd met het antieke Tritonmeer. In de ijstijd was  Sjott el-Djerid een groot meer dat gevoed werd door de toen veel grotere regenval in de Sahara die toen een savanne was.